# Niszczyciele typu Navigatori
Niszczyciele typu Navigatori – seria 12 włoskich okrętów klasy niszczyciel okresu międzywojennego i II wojny światowej. Określane też są czasami jako typ Alvise da Mosto od nazwy pierwszego alfabetycznie okrętu.

## Historia powstania
Okręty typu Navigatori przedstawiały sobą podkategorię wielkich niszczycieli, które były w marynarce włoskiej ideowymi następcami szybkich lekkich krążowników zwiadowczych z I wojny światowej, określanych z angielskiego jako scouts, a po włosku esploratori (zwiadowcy). Były one silniejsze od zwykłych niszczycieli, a słabsze od krążowników, i odpowiadały wyróżnianej przed II wojną światową klasie liderów, jednakże w odróżnieniu od nich nie były co do zasady przewidziane do przewodzenia flotyllom mniejszych okrętów. Po I wojnie światowej najbardziej prawdopodobnym potencjalnym przeciwnikiem Włoch na morzu stała się francuska marynarka Marine nationale. Dlatego też powstanie okrętów typu Navigatori było bezpośrednią odpowiedzią Włochów na pierwsze francuskie wielkie niszczyciele typu Jaguar, przeznaczone do służby na Morzu Śródziemnym. Wymagania na nowe niszczyciele sformułował minister marynarki Giuseppe Sirianni w 1925 roku. Zdecydowano się na uzbrojenie ich w sześć armat kalibru 120 mm – większa o jedno liczba dział i wyższa szybkostrzelność miały skompensować większy kaliber armat francuskich okrętów (130 mm). Jednocześnie wymagano osiągania wyższej od nich prędkości 38 węzłów, mimo mniejszej wielkości (zakładana wyporność ok. 1500 ton), a także możliwie małej sylwetki, stanowiącej niewielki cel.
Za projekt odpowiadał generał korpusu inżynierów okrętowych Giuseppe Rota, zaś szczegółowe prace projektowe prowadziło biuro stoczni Odero. Punktem wyjścia były poprzednie włoskie wielkie niszczyciele typu Leone, lecz w celu zwiększenia prędkości przeprojektowano kadłub i zastosowano aż o 30% mocniejszą siłownię, w naprzemiennym układzie konstrukcyjnym. Zgodnie z wymaganiami nowe okręty miały jednak mniejszą od nich liczbę dział, co również wpływało na zaoszczędzenie masy. Pierwotnie zamierzano wyposażyć je także w zwiadowczy wodnosamolot (łódź latającą) Macchi M.5, hangarowany w dużej nadbudówce dziobowej i wystrzeliwany ze stałej katapulty na dziobie, ale zrezygnowano z tego. W toku prac projektowych zastosowano nowe działa kalibru 120 mm o dłuższej lufie L/50 (50 kalibrów) zamiast dotychczasowych o długości L/45.

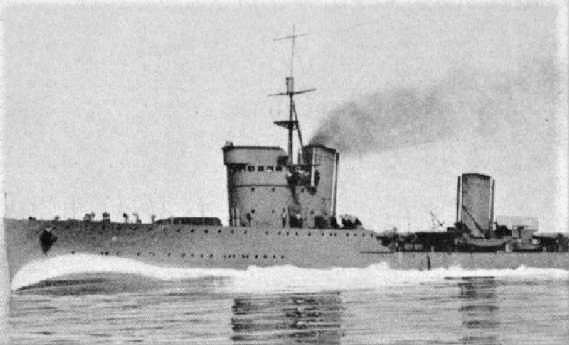
„Antoniotto Usodimare” podczas prób morskich, bez uzbrojenia – widoczny pierwotny wygląd nadbudówki

Decyzja o budowie serii 12 niszczycieli zapadła w 1926 roku. Zamówienie rozdzielono między pięć stoczni włoskich (po dwa okręty, a jedynie w Cantieri Navali del Quarnaro we Fiume cztery). Kontrakty podpisano w sierpniu, wrześniu i październiku 1926 roku. Okręty zostały wciągnięte na listę floty dekretem królewskim z 23 czerwca 1927 roku, klasyfikowane wówczas jako niszczyciele (wł. cacciatorpedinieri). Otrzymały nazwy na cześć żeglarzy włoskich, stąd typ ten określany był jako Navigatori (wł. żeglarze). Żeby zaznaczyć ich większą siłę bojową i  odmienność zadań od zwykłych niszczycieli, 19 lipca 1929 roku przeklasyfikowano je na „zwiadowców” (wł. esploratori), nawiązując do krążowników zwiadowczych z I wojny światowej. 5 września 1938 roku przeklasyfikowano je z powrotem ostatecznie na niszczyciele. Koszt budowy, nie licząc uzbrojenia, radiostacji i innych elementów wyposażenia dostarczanych przez marynarkę, wynosił po 20,65 mln. lirów lub 21,15 mln. w przypadku stoczni Odero, która opracowała projekt.
Jako pierwszego położono stępkę „Lanzerotto Malocello” 5 października 1926 roku w stoczni Ansaldo. Kolejne dziewięć okrętów rozpoczęto dopiero w drugiej połowie 1927 roku, po czym jeszcze dwa w 1928 roku – co było związane z zajęciem stoczni przez wcześniej budowane niszczyciele typów Sauro i Turbine. Budowa trwała od 27 do 37 miesięcy. Pierwsze cztery okręty weszły do służby pod koniec 1929 roku, sześć w 1930 roku, a dwa w 1931 roku – ostatni „Antonio Pigafetta” 1 maja 1931 roku. „Nicoloso da Recco” był przewidziany na okręt flagowy flotylli i posiadał większe pomieszczenia w nadbudówce na rufie.
Cechą konstrukcyjną tych okrętów, mająca na celu zwiększenie ich przeżywalności na polu walki, było naprzemienne umieszczenie dwóch kotłowni i dwóch maszynowni, co zmniejszało szanse wyeliminowania obu zespołów napędowych przez jedno trafienie. Zostało to zastosowane po raz pierwszy w światowej praktyce na niszczycielach. Konsekwencją tego układu była dwukominowa sylwetka okrętów, z szeroko rozstawionymi kominami, nietypowa dla innych włoskich niszczycieli. Okręty charakteryzowały się początkowo wysoką prędkością, rzędu 38 węzłów. Na próbach, prowadzonych jednakże w stanie lekkim, rozwijały na ogół prędkość średnią powyżej 39 węzłów, a „Antonio Pigafetta” aż 41,57 w. Okręty typu Navigatori miały najsilniejsze uzbrojenie artyleryjskie spośród włoskich niszczycieli II wojny światowej (poza trzema niszczycielami starszego typu Leone). Stanowiły one także najliczniejszy jednolity typ włoskich niszczycieli z okresu międzywojennego.
Już w 1930 roku, zaraz po wejściu do służby, na podstawie doświadczeń z prób pierwszych okrętów, niszczyciele te poddano pierwszej modernizacji w celu poprawienia ich stateczności, przez zredukowanie wysoko położonych mas. Obejmowała ona przede wszystkim obniżenie i zmianę formy nadbudówki dziobowej oraz zmniejszenie pojemności zbiorników paliwa, a także ulepszenie przyrządów kierowania ogniem. Jedynie „Giovanni da Verrazzano” został zmodernizowany w 1931 roku, a dwa ostatnie okręty jeszcze przed wejściem do służby
W latach 1938–40 dziesięć okrętów poddano drugiej modernizacji, polegającej na poszerzeniu kadłuba o 1 metr i zamianie prostej dziobnicy przez silnie wcięty i podniesiony dziób kliprowy, co zwiększyło wyporność i polepszyło stateczność oraz własności morskie. Konsekwencją był jednak spadek prędkości maksymalnej okrętów, z około 38 do 28 węzłów. Jedynie „Usodimare” i „Da Recco” nie zdążyły przejść modernizacji przed rozpoczęciem działań wojennych i pozostały niezmodernizowane.

## Okręty
| nazwa                  | znak burtowy | data położenia stępki, stocznia  | wodowanie    | wejście do służby |
| ---------------------- | ------------ | -------------------------------- | ------------ | ----------------- |
| Alvise da Mosto        | DM           | 22. 08. 1928, CNQ (Fiume)        | 01. 07. 1929 | 15. 03. 1931      |
| Antonio da Noli        | DN           | 25. 07. 1927, CNT (Riva Trigoso) | 21. 05. 1929 | 29. 12. 1929      |
| Nicoloso da Recco      | DR           | 14. 12. 1927, CNR (Ankona)       | 05. 01. 1930 | 20. 05. 1930      |
| Giovanni da Verrazzano | DV           | 17. 08. 1927, CNQ (Fiume)        | 15. 12. 1928 | 25. 09. 1930      |
| Lanzerotto Malocello   | MC, MO       | 30. 08. 1927, Ansaldo (Genua)    | 14. 03. 1929 | 18. 01. 1930      |
| Leone Pancaldo         | PN           | 07. 07. 1927, CNT (Riva Trigoso) | 05. 02. 1929 | 30. 11. 1929      |
| Emanuele Pessagno      | PS           | 09. 10. 1927, CNR (Ankona)       | 12. 08. 1929 | 10. 03. 1930      |
| Antonio Pigafetta      | PI           | 29. 12. 1928, CNQ (Fiume)        | 10. 11. 1929 | 01. 05. 1931      |
| Luca Tarigo            | TA           | 30. 08. 1927, Ansaldo (Genua)    | 09. 12. 1928 | 16. 11. 1929      |
| Antoniotto Usodimare   | US           | 01. 06. 1927, Odero (Genua)      | 12. 05. 1929 | 21. 11. 1929      |
| Ugolino Vivaldi        | VI           | 16. 06. 1927, Odero (Genua)      | 09. 01. 1929 | 06. 03. 1929      |
| Nicolò Zeno            | ZE           | 05. 06. 1927, CNQ (Fiume)        | 12. 08. 1928 | 27. 05. 1930      |

Uwaga: niektóre daty są podawane rozbieżnie w publikacjach, szczegółowo opisane w poszczególnych artykułach.
Stocznie:
- Ansaldo w Sestri Ponente (część Genui)
- Odero w Sestri Ponente (część Genui)
- CNQ – Cantieri Navali del Quarnaro we Fiume
- CNT – Cantieri Navali del Tirreno w Riva Trigoso (część Sestri Levante)
- CNR – Cantieri Navali Riuniti w Ankonie

## Opis

### Opis ogólny i kadłub

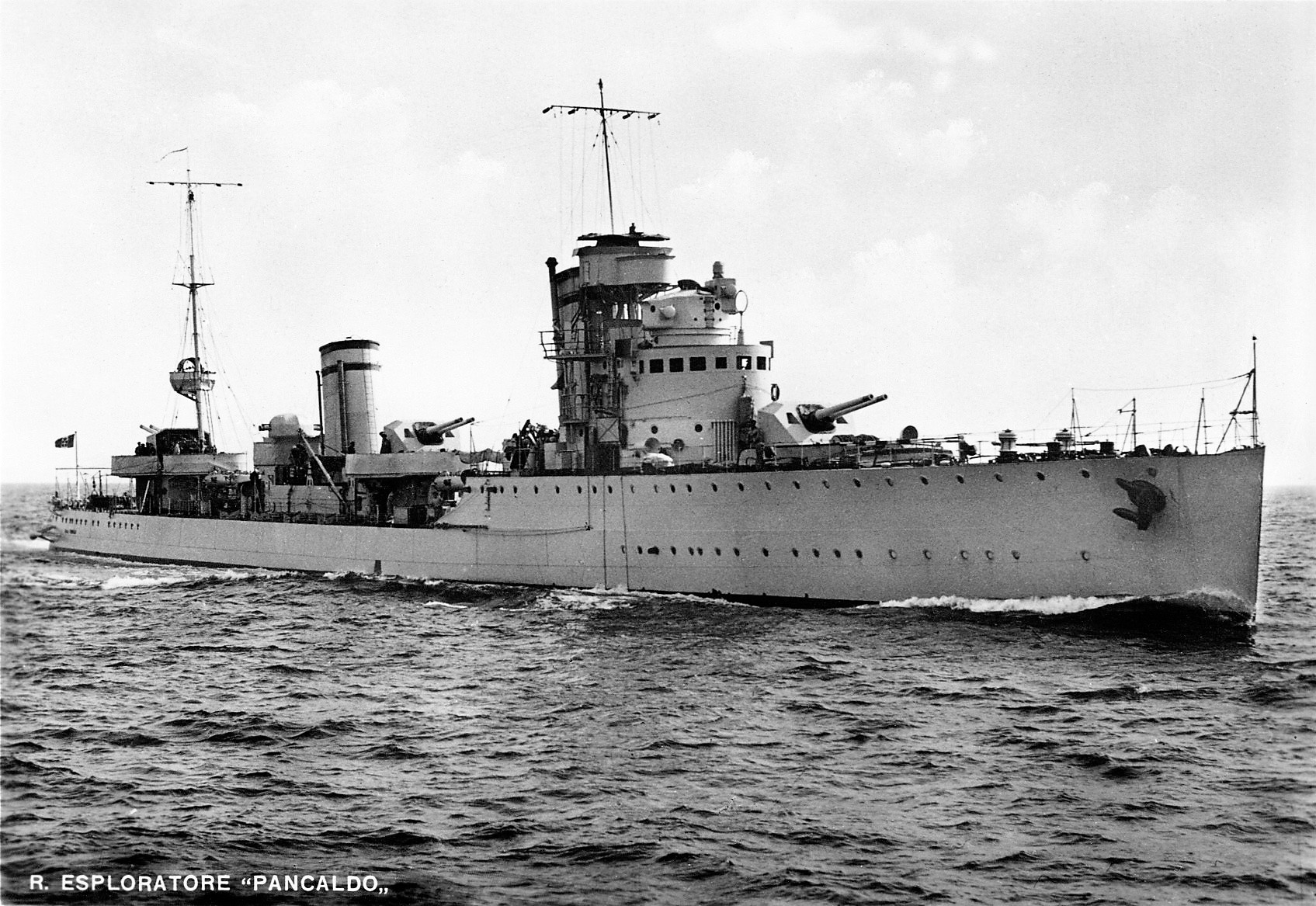
„Leone Pancaldo” po I modernizacji, w latach 30.

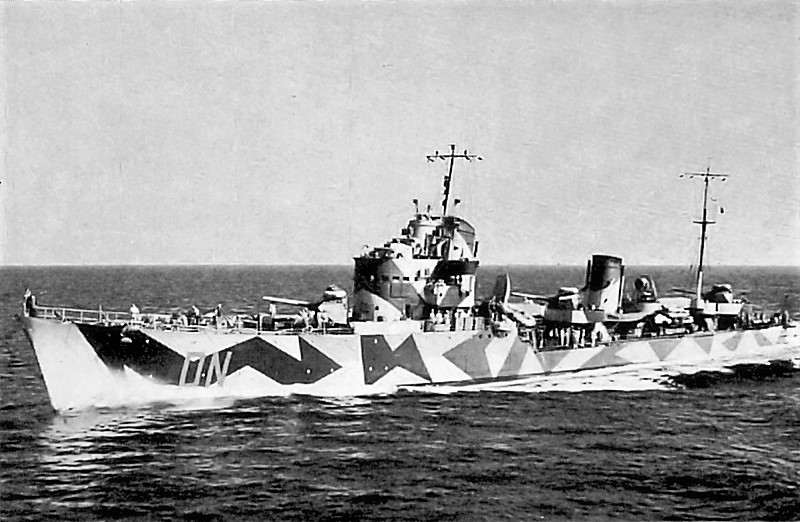
„Antonio da Noli” po II modernizacji

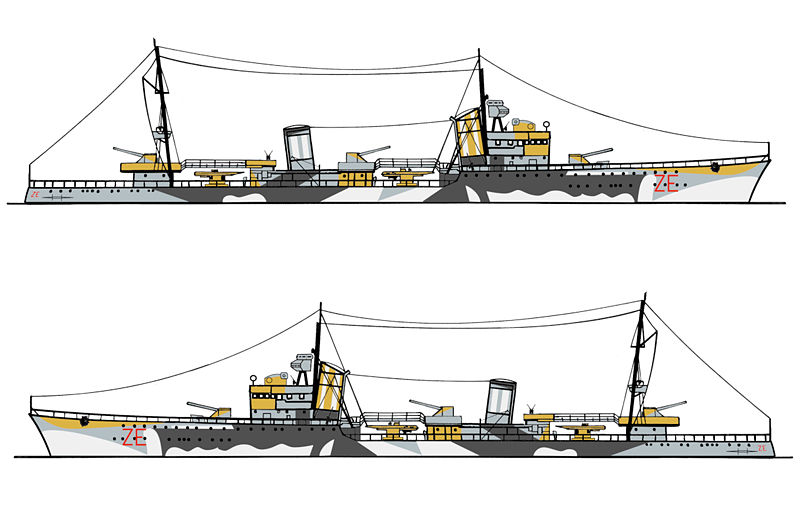
Sylwetka "Nicolò Zeno" w kamuflażu, po II modernizacji

Okręty typu Navigatori miały typowy dla niszczycieli kadłub z podwyższonym pokładem dziobowym na długości 42,6 m, co stanowiło ok. 40% długości kadłuba. Dla osiągania wysokich prędkości kadłub miał ostre linie – był długi i wąski. Oryginalnie okręty miały proste, mało wychylone do przodu stewy dziobowe. Burty były dość niskie – górny pokład na śródokręciu był na wysokości 3,5 m, a pokład dziobowy 6,2 m nad linią wodną. Trzy podwójne stanowiska dział artylerii głównej umieszczone były na tej samej wysokości: na pokładzie dziobowym i na niskich nadbudówkach przed drugim kominem i na rufie. Sylwetka okrętów wyróżniała się dwoma szeroko rozstawionymi pochylonymi kominami, z których pierwszy znajdował się tuż za nadbudówką dziobową. Początkowo okręty zostały zbudowane z masywną trzypiętrową nadbudówką dziobową, z kabinami podoficerów w dolnej kondygnacji, centralą artyleryjską, radiostacją i marszową kabiną dowódcy w środkowej, a pomostem bojowym oraz kabiną nawigacyjną w górnej, a nadto odkrytym mostkiem na dachu. Według pierwotnych planów zamierzano w bryle nadbudówki po lewej stronie umieścić hangar dla wodnosamolotu, transportowanego po szynach po lewej stronie dział do katapulty na dziobie, ale zrezygnowano z tego, pozostawiając jednak dużą nadbudówkę. W celu polepszenia stateczności, w latach 1930-31 obniżono na wszystkich okrętach nadbudówkę dziobową o 2,5 m do dwóch kondygnacji, zmieniając zarazem jej formę, i zamieniono znajdujący się za nią maszt trójnożny na lżejszy palowy. W tylnej części nadbudówki przed masztem dodano jednak podwyższoną platformę dla starszego oficera artyleryjskiego. Na śródokręciu okręty miały wąską pokładówkę wokół przewodów dymowych drugiego komina (4,1 m szerokości), służącą jako podstawa dla dział w przedniej części i rufowego stanowiska kierowania ogniem w tylnej części. Również na rufie znajdowała się niewielka niska pokładówka z podstawą dział, mieszcząca kancelarię. W 1932 roku na pierwszych kominach ustawiono kołpaki dla zmniejszenia zadymiania. W połowie lat 30. na większości okrętów dodano mostki komunikacyjne między pokładami nadbudówek śródokręcia i rufy, nad wyrzutniami torpedowymi.
Kadłub zbudowany był ze stali, w poprzecznym układzie wiązań, i miał 186 wręg w odstępie co 560 mm (w rejonie siłowni) lub 585 mm, numerowanych od dziobuPatianin 2011 ↓, s. 6. Wzdłużnymi elementami konstrukcyjnymi była stępka i dwa wzdłużniki denne oraz po sześć burtowych i podpokładowych po każdej stronie. Okręty miały typowo dla niszczycieli jeden ciągły pokład – górny, ponadto pokład dziobowy i nieciągły pokład środkowy (platformy) na dziobie i rufie, a na śródokręciu całą wysokość kadłuba zajmowały pomieszczenia siłowni. Kadłub dzielił się na główne przedziały wodoszczelne 19  poprzecznymi grodziami, z których tylko 13 sięgało do górnego pokładu (w tym trzy do pokładu dziobowego). Od 25. wręgi do stewy rufowej ciągnęło się dno podwójne, pomiędzy dennymi wzdłużnikami. W rejonie siłowni, od 54. do 144. wręgi wewnątrz kadłuba były grodzie wzdłużne, oparte na dennych wzdłużnikach. W przedziałach burtowych (koferdamach) były m.in. zbiorniki paliwa i oleju. Po pierwszej modernizacji dla polepszenia stateczności zlikwidowano zbiorniki paliwa powyżej linii wodnej.
Długość całkowita pierwotnie wynosiła 107,28 m, a na linii wodnej 106,98 m. Szerokość wynosiła 10,2 m, a zanurzenie 3,51 m przy wyporności standardowej i 4,35 m przy pełnej. Wyporność standardowa pierwotnie była ustalona na 1900 ton, normalna na 2425 t, a pełna na 2599 t. Wartości wyporności okrętów poszczególnych stoczni nieco sie różniły. Po pierwszej modernizacji wyporność standardowa wynosiła 1908 ton, normalna 2458 t, pełna 2603 t, a maksymalna z minami 2649 t (podawane są także minimalnie inne wartości).
W latach 1939–1940 dziesięć okrętów (z wyjątkiem „Usodimare” i „Da Recco”) poddano modernizacji w celu polepszenia stateczności. Poszerzono kadłub o 1 metr przez dobudowanie na zewnątrz burt swojego rodzaju „bąbli” tworzących nowe burty zewnętrzne. Nowe wręgi mocowano do dotychczasowych poprzez poszycie. Dla polepszenia dzielności morskiej nadbudowano też część dziobową kadłuba, zastępując prostą stewę przez silnie wcięty i podniesiony dziób kliprowy, z szerzej rozchylonymi u góry wręgami. Kluzy kotwiczne przy tym zamieniono na umieszczone wyżej półkluzy. Na pierwszym zmodernizowanym „Ugolino Vivaldi” podwyższono dziób o 0,5 m i wydłużono o 0,7 m, lecz na kolejnych okrętach dla lepszych rezultatów podniesiono dziób o 1 metr, co zwiększyło długość o 1,6 m.  Masa kadłuba wzrosła po modernizacji o ok. 90 ton. Wyporność standardowa po modernizacjach wynosiła 2125 ton, normalna 2760 ton, pełna 2880 ton, a maksymalna z minami 2975 ton. Długość kadłuba zmodernizowanych okrętów wynosiła 108,9 m, a szerokość 11,2 m. Zanurzenie zwiększyło się do 4,5 m.
Załoga etatowo składała się początkowo ze 173 osób, w tym 9 oficerów. Do początku II wojny światowej załoga wzrosła do 224 osób, w tym 12 oficerów.

### Artyleria główna
Główną artylerię stanowiło sześć armat kalibru 120 mm Ansaldo model 1926 o długości lufy 50 kalibrów (L/50) umieszczonych na trzech dwudziałowych podstawach model 1926. Kąt podniesienia luf wynosił od -10° do +45° i umożliwiał też strzelanie amunicją burzącą z zapalnikami czasowymi do nisko lecących samolotów, zwłaszcza torpedowych. Strzelały one pociskami o masie 23,15 kg z prędkością początkową 920 m/s na odległość do 19 600 m (pierwotnie prędkość wynosiła 950 m/s a donośność 22 000, lecz została ograniczona dla większej żywotności luf). Amunicja była łuskowa, rozdzielnego ładowania, z ładunkiem miotającym o masie 9,7 kg. Szybkostrzelność każdego z dział wynosiła do 6–7 strzałów/minutę. Działa miały płytkie, trójkątne w widoku z boku maski ochronne. Masa stanowiska wynosiła 20,238 t. Obie lufy były na wspólnej lawecie, a podstawy były obracane i lufy podnoszone za pomocą napędów elektrycznych.
Dziobowe stanowisko umieszczone było na pokładzie dziobowym, a z uwagi na niską wolną burtę armaty na śródokręciu i rufie umieszczone były na niskich nadbudówkach, dzięki czemu wszystkie były na jednym poziomie, co polepszało warunki użycia dział na rufie przy złym stanie morza i upraszczało kierowanie ogniem. Dziobowe stanowisko miało kąt ostrzału 270° w kierunku dziobu, rufowe 310° w kierunku rufy, a środkowe, umieszczone przed drugim kominem, po 110° na każdą z burt (65° w kierunku dziobu i 45° w kierunku rufy). Zapas amunicji wynosił etatowo 1200 pocisków bojowych (408 przeciwpancernych, 672 burzące i 120 zapalających) oraz 100 oświetlających. Można było zabrać do komór 250 pocisków więcej. Okręty miały trzy komory amunicyjne pod stanowiskami dział; w dziobowej był także amunicja do broni przeciwlotniczej. Amunicja była dostarczana w pobliże stanowisk trzema windami elektrycznymi z awaryjnym napędem ręcznym. System podawania amunicji umożliwiał oddawanie czterech salw na minutę (przy napędzie ręcznym dwóch), lecz przy działach były parki amunicyjne na podręczny zapas amunicji, o pojemności: 10 nabojów przy działach dziobowych, 15 przy środkowych i 30 przy rufowych, które pozwalały na utrzymanie dobrej szybkostrzelności.

### Artyleria przeciwlotnicza
Uzbrojenie przeciwlotnicze początkowo stanowiły dwa działka automatyczne kalibru 40 mm Vickers-Terni model 1917 o długości lufy L/39, umieszczone na tylnym końcu pokładu dziobowego na obu burtach. Ich zapas amunicji wynosił 3000 nabojów, a zasilane były z taśm 50-nabojowych. Miały one maksymalną donośność w poziomie 4400 m. Uzupełniały je dwa podwójnie sprzężone karabiny maszynowe kalibru 13,2 mm Breda na mostku, dodane podczas pierwszej modernizacji z przebudową nadbudówki. W latach 1933–34 montowano dwa dalsze podwójnie sprzężone km-y na platformie za drugim kominem, po obu stronach rufowego dalmierza. Dla karabinów maszynowych przewidywano początkowo 3000 nabojów, a zasilane były z magazynków 30-nabojowych. Podczas wojny uzbrojenie przeciwlotnicze okrętów modyfikowano i wzmacniano. Pod koniec 1941 roku na okrętach, z wyjątkiem dwóch zatopionych, działka 40 mm i karabiny maszynowe zamieniono na siedem działek automatycznych kalibru 20 mm z zapasem 2400 nabojów na lufę (parami na skrzydłach mostka, końcu pokładu rufowego i platformie dalmierza za drugim kominem oraz jedno za pierwszym kominem). Typowo stosowano działka 20 mm Breda M.35 L/65, a na dwóch okrętach 20 mm Oerlikon L/70 („da Noli” i „da Recco”). Działka kalibru 20 mm miały donośność do 2500 m; działka Breda były zasilane z 12-nabojowych ładowników, a Oerlikon z 60-nabojowych magazynków. Na trzech okrętach podczas remontów na przełomie lat 1942–43 uzbrojenie wzmocniono do dziewięciu działek, dodając dwa na pokładzie rufowym („Pancaldo”, „da Recco” i „Pigafetta”). Od końca 1942 roku natomiast na wszystkich siedmiu ocalałych do tej pory okrętach dodawano dwie pojedyncze armaty automatyczne kalibru 37 mm Breda M.38 L/54 na platformie w miejscu rufowego aparatu torpedowego, z łącznym zapasem 3600 nabojów („da Noli”, „da Recco”, „Malocello”, „Pessagno”, „Pigafetta”, „Vivaldi” i „Zeno”). Miały one donośność do 4000 m i były zasilane z 6-nabojowych ładowników, z praktyczną szybkostrzelnością 140 strz./min.

### Broń podwodna
Uzbrojenie torpedowe stanowiło pierwotnie sześć wyrzutni torpedowych kalibru 533 mm w dwóch potrójnych aparatach torpedowych firmy San Giorgio, które były obracane elektrycznie i mogły być kierowane zdalnie z mostka lub bezpośrednio. Na platformie przed masztem znajdował się dzienny punkt celowniczy ze stabilizowanym celownikiem, a na mostku trzy celowniki nocne. Z uwagi jednak na ograniczoną dostępność nowych torped, w środkowych wyrzutniach stosowano wkładki kalibru 450 mm i etatowy zapas obejmował początkowo cztery torpedy kalibru 533 mm i dwie kalibru 450 mm A 120/450×5,5. Torpedy 533 mm SI 250/533,3×7,5 miały masę całkowitą 1781 kg, w tym 250 kg materiału wybuchowego, i zasięg 3000 m przy prędkości 40 węzłów lub 12 000 m przy 26 w, a torpedy 450 mm miały masę 855 kg, w tym 120 kg materiału wybuchowego. Podczas pokoju głowice torped były składowane osobno w rufowej komorze amunicyjnej. Już w latach 1932–33 dla zmniejszenia wysoko położonych mas środkowe wyrzutnie torped zdemontowano, pozostawiając cztery wyrzutnie kalibru 533 mm (z ewentualną możliwością wykorzystania wkładek kalibru 450 mm). Na pięciu okrętach („da Mosto”, „da Noli”, „da Verrazzano”, „Pessagno” i „Tarigo”) aparaty torpedowe zamieniono na początku wojny w 1940 roku na nowe trzyrurowe typu SI 1929 P/3×533,4, ułożone w „piramidkę” z podwyższoną środkową wyrzutnią, a w 1943 roku jeszcze zamieniono na taki dziobowy aparat na „da Recco” i „Pigafetta” . Na wszystkich siedmiu ocalałych okrętach pod koniec 1942 roku zdjęto rufowy aparat torpedowy, wzmacniając uzbrojenie przeciwlotnicze i pozostawiając dwie lub trzy wyrzutnie torped.
Okręty początkowo przenosiły po 14 bomb głębinowych na dwóch zrzutniach na rufie, w tym cztery duże bomby o masie 100 kg i 10 małych o masie 50 kg. Podczas II wojny światowej stosowano także niemieckie bomby głębinowe oraz montowano dwa lub cztery niemieckie miotacze bomb głębinowych, zaś zapas bomb pod koniec 1942 roku typowo sięgnął 40 (30 niemieckich WBD i 10 włoskich model 1941/30T). W 1931 roku okręty otrzymały holowane torpedy przeciw okrętom podwodnym Ginocchio model 1927/46T, wodowane za pomocą żurawika w części rufowej. Wszystkie okręty oprócz flagowego „Nicoloso da Recco” były wyposażone w tory minowe na pokładzie, na których można było zabierać do 54 lub 56 min kotwicznych o masie 760 lub 590 kg. W 1941 roku na siedmiu niszczycielach wydłużono do przodu tory minowe, po czym mogły one zabierać do 86, 94 lub 104 włoskich min, zależnie od typu (o masie odpowiednio: 1150, 760 lub 590 kg). Zmodyfikowano w ten sposób: „da Mosto”, „da Verrazzano”, „Malocello”, „Pessagno”, „Pigafetta”, „Vivaldi” i „Zeno”. Można było także stosować miny niemieckie lub ochraniacze zagród minowych (w liczbie do 110).

### Napęd
Okręty były napędzane przez dwa zespoły turbin parowych z przekładniami, poruszające dwie trzyłopatowe śruby o średnicy od 3,4 do 3,6 m na różnych okrętach. Siłownia była w układzie naprzemiennym, od dziobu: pierwsza kotłownia (w znacznej części pod nadbudówką dziobową), maszynownia, druga kotłownia i druga maszynownia. Dziobowa maszynownia napędzała lewy wał, a rufowa prawy. Okręty były wyposażone w turbiny różnych firm i systemów: sześć niszczycieli miało turbiny Parsonsa, dwa turbiny Tosi („da Recco”, i „Pessagno” budowy CNR), a cztery budowy CNQ – turbiny Belluzzo. Parę dostarczały cztery kotły wodnorurkowe, po dwa w kotłowni. Dwa niszczyciele miały kotły Odero („Usodimare”, „Vivaldi”), sześć kotły Odero zmodyfikowanego typu („da Noli”, „da Recco”, „Malocello”, „Pancaldo”, „Pessagno” i „Tarigo”), a pozostałe cztery (budowy CNQ) – kotły Yarrow. Miały one powierzchnię ogrzewalną odpowiednio: 978,5, 898,8 i 942 m², a powierzchnię przegrzewaczy: 118, 203,4 i 210 m². Wszystkie kotły miały ciśnienie robocze pary 22 atmosfer. Moc projektowa wynosiła 55 000 KM. Siłownie okrętów budowy CNQ okazały się mocniejsze i na próbach rozwijały one 64–66 tys. KM. Czas rozpalenia wygaszonych kotłów do wyjścia w morze wynosił 4h 25 minut, a awaryjnie o godzinę krócej.
Projektowa ciągła prędkość maksymalna wynosiła 38 węzłów i na próbach 6-godzinnych przekroczyły ją wszystkie okręty, jednakże próby odbywały się w stanie lekkim, z niekompletnym uzbrojeniem, przy wyporności poniżej 2000 ton. „Antonio Pigafetta” na próbach osiągnął największą prędkość średnią 41,57 w (według innych danych, 39,58 w). „Alvise da Mosto” przez godzinę utrzymywał prędkość 42,7 w, a według niepewnych informacji, chwilowo 43,5 lub nawet 45 w. Typowo jednak okręty w realnych warunkach rozwijały podczas służby prędkość 33–36 węzłów. U progu II wojny światowej na skutek zużycia prędkość spadła do 32–36 węzłów . Po drugiej modernizacji prędkość spadła do 28 węzłów przy pełnej wyporności.
Paliwo było zabierane pierwotnie w 10 zbiornikach w części dziobowej i 6 w rufowej, poniżej pokładu środkowego, a dodatkowo w 8 zbiornikach burtowych w rejonie siłowni. Normalny zapas paliwa według projektu wynosił 320 ton, lecz w trakcie budowy zwiększono go do 450 ton, a pełny wynosił 580 ton. Już w 1931 roku jednak zrezygnowano z trzymania paliwa w wyżej położonych zbiornikach burtowych, urządzając za to dodatkowy zbiornik przed dziobową kotłownią (w miejscu przewidzianym na stabilizator przechyłów), i pełny zapas paliwa zmniejszył się do 460 ton. Po drugiej modernizacji zwiększono normalny zapas paliwa do 560 ton, a pełny do 680 ton. Zasięg początkowo miał wynosić 3800 mil morskich przy prędkości 18 węzłów lub 800 mil przy 36 węzłach. Po pierwszej modernizacji zasięg się zmniejszył (bez podawanych szczegółów), lecz po drugiej wzrósł do 5000 mil przy prędkości 18 węzłów lub 1200 mil przy 28 węzłach.
Okręty początkowo miały ster zbalansowany o powierzchni 8,02 m², lecz z powodu dużego promienia cyrkulacji ujawnionego na próbach, w 1932 roku stery zostały wymienione. Ostatecznie okręty otrzymały ster półzbalansowany o powierzchni 9,2 m² i innym kształcie, sięgający na 75 cm poniżej stępki. Maszyna sterowa o napędzie parowym umieszczona była w rufowej siłowni, skąd jej ruchy były przenoszone na ster na rufie. Były dwa stanowiska sterowania: główne na mostku i zapasowe na pokładzie nadbudówki rufowej (mostku rufowym). Awaryjnie ster poruszany był mechanicznie za pomocą koła sterowego na pokładzie przed nadbudówką rufową, lub za pomocą rumpla nakładanego na trzon steru wystający na pokładzie rufowym.

### Wyposażenie
Początkowo system kierowania ogniem obejmował 3-metrowy dalmierz optyczny i celownik centralnego naprowadzania na mostku nadbudówki. Podczas pierwszej modernizacji w latach 1930–31 ulepszono system kierowania ogniem i na dachu nadbudówki dziobowej umieszczona została wieża dalocelownika z dwoma dalmierzami optycznymi o bazie 3 m i celownikiem firmy San Giorgio z trzema lornetami. Na dodanej podczas modernizacji platformie przed masztem, mieszczącej stanowisko starszego oficera artyleryjskiego, znajdował się inklinometr służący do oceny kąta kursowego celu. Dane były przetwarzane w centrali artyleryjskiej w dolnej kondygnacji nadbudówki, wyposażonej w przelicznik artyleryjski. Trzeci 3-metrowy dalmierz, służący do strzelań torpedowych oraz rezerwowy dla artylerii, był w zakrytej wieży na platformie nadbudówki za kominem rufowym. Były one jednak demontowane podczas wzmacniania uzbrojenia przeciwlotniczego w latach 1941–42.
Energię elektryczną zapewniały trzy turbogeneratory o mocy po 30 kW i dwa generatory spalinowe po 18 kW. Umieszczone były w przedziale przed kotłownią dziobową, w tym generatory spalinowe na pokładzie górnym, a turbogeneratory o poziom niżej. Napięcie w sieci okrętowej wynosiło 110 V. Okręty miały jeden reflektor typu O.G.N. o średnicy 90 cm na maszcie rufowym (pierwotnie do modernizacji w 1930 roku także reflektor na maszcie dziobowym). Ponadto miały dwa reflektory sygnalizacyjne o średnicy 40 cm na skrzydłach mostka. Wyposażone były w radiostacje, których zestaw się zmieniał, echosondę francuskiej firmy SCAM i zestaw łączności podwodnej produkcji duńskiej.
W skład wyposażenia wchodziła aparatura do stawiania parowej zasłony dymnej (czarnej albo białej) montowana w kominach. Miały one ponadto generatory chemiczne białej zasłony dymnej na rufie. W 1940 roku okręty wyposażono w trały kontaktowe na rufie, o szerokości trałowania 200 m.
Cztery okręty od 1942-43 roku otrzymały stację hydrolokacyjną: "Da Recco", "Da Verazzano", "Malocello" i "Vivaldi". Radar otrzymały tylko dwa okręty od 1943 roku: "Malocello" i "Pancaldo".
Okręty wyposażone były w dwie kotwice Halla o masie 2,2 t, z łańcuchem długości 225 m, wciągane w kluzy za pomocą windy elektrycznej. Na nadbudówce śródokręcia przenoszona była zapasowa kotwica admiralicji o masie 0,5 t. Planowano na etapie projektu, że okręty zostaną wyposażone w żyroskopowy stabilizator przechyłów Sperry w pomieszczeniu przed kotłowniami, lecz zrezygnowano z jego instalowania jeszcze na etapie budowy.
Zestaw łodzi na okrętach się zmieniał. Początkowo zgodnie z etatem obejmował dwa kutry motorowe o długości 8,5 m i 7 m (po bokach drugiego komina) i pięć łodzi wiosłowych różnych wielkości. W chwili wybuchu wojny na ogół miały barkas 8,5 m z silnikiem, welbot 7,65 m, kuter motorowy 6,5 m lub 7 m i bączek 3,5 m. Od 1938 roku były wyposażane w tratwy ratunkowe trzech rozmiarów, których zestaw modyfikowano podczas wojny, w tym w latach 1940-41 zamontowano trzy charakterystyczne małe tratwy na maskach dział.

### Malowanie
Początkowo okręty włoskie były malowane w części nadwodnej na kolor jasnoszary, z ciemnoszarym pokładem, a część podwodna była malowana na czerwono. Na początku wojny latem 1940 roku na pokłady na dziobie naniesiono biało-czerwone skośne pasy dla identyfikacji z powietrza. W poszukiwaniu najlepszego malowania maskującego, w sierpniu 1941 roku przemalowano „Vivaldi” i „Da Recco” na kolor ciemny szaroniebieski, lecz okazało się, że w nocy są lepiej widoczne od jasnoszarych okrętów. W październiku przemalowano „Nicolo Zeno” w doświadczalny kontrastowy czerokolorowy kamuflaż Claudus.
W listopadzie 1941 przemalowano „Alvise da Mosto” w kontrastowy dwukolorowy kamuflaż, z ciemnoszarymi plamami na popielatoszarym podkładzie, a nadto brudnobiałymi plamami na krańcach okrętu. Kamuflaż ten został przyjęty 29 listopada jako standardowy i w ciągu 1942 roku przemalowano w niego wszystkie okręty, łącznie z „Nicolo Zeno”. Nie było standardowego rozkładu ani wyglądu plam i wszystkie okręty różniły się od siebie; na części stosowano dwa kolory: ciemnoszary i popielatoszary, bez brudnobiałego. Najczęstsze były ostre wielokątne ciemne plamy, rzadko nieregularne lub zaokrąglone. Część niszczycieli zachowała litery rozpoznawcze na kamuflażu.

## Służba okrętów
Od 1 grudnia 1930 do marca 1931 część najnowszych wówczas niszczycieli tego typu zabezpieczała trasę grupowego przelotu transatlantyckiego 12 wodnosamolotów gen. Italo Balbo (były wśród nich: "Da Noli", "Da Recco", "Malocello", "Pancaldo", "Pessagno", "Tarigo", "Usodimare", "Vivaldi"). Kilka okrętów tego typu pełniło służbę wokół Hiszpanii lub reprezentując włoską flotę w hiszpańskich portach podczas hiszpańskiej wojny domowej. Mimo udziału włoskich sił w wojnie po stronie gen. Franco, okręty te nie brały jednak aktywnego udziału w działaniach bojowych. 5 września 1938 okręty typu Navigatori przeklasyfikowano oficjalnie ze "zwiadowców" (esploratori) w niszczyciele (cacciatorpediniere).
Po przystąpieniu Włoch do II wojny światowej 10 czerwca 1940, wszystkie niszczyciele typu Navigatori używane były przede wszystkim do eskortowania licznych konwojów na Morzu Śródziemnym, z zaopatrzeniem z włoskich portów dla wojsk w Afryce Północnej. Były one bardzo aktywnie wykorzystywane w służbie konwojowej, podczas której czasami dochodziło do spotkań z wrogiem, zwykle przeważającym liczebnie. Do celów eskortowych przydatny był zwłaszcza ich duży zasięg. Poza zadaniami eskortowymi, okręty tego typu szczególnie często wykorzystywano do stawiania min morskich, z powodu stosunkowo dużej liczby zabieranych min.
Okręty typu Navigatori okazały się udane, mimo że w praktyce nie były wykorzystywane do zadań, dla jakich zostały skonstruowane. Ich uzbrojenie artyleryjskie, silniejsze od innych włoskich niszczycieli, pozwalało im nawiązywać w teorii równą walkę z dużymi niszczycielami brytyjskimi. Wadą okrętów był brak radaru i stacji hydrolokacyjnej, które otrzymały jedynie nieliczne okręty podczas wojny. O intensywności ich wykorzystania świadczy, że spośród 12 niszczycieli, jedynie "Nicoloso da Recco" przetrwał wojnę. Dwa zatopiono w 1941, dwa w 1942, sześć w 1943, jeden, przejęty przez Niemców, w 1945.

### Alvise da Mosto
Przed wojną m.in. odbył rejs do Ameryki Południowej w 1932. Od kwietnia do 2 sierpnia 1940 przeszedł modernizację. Wszedł następnie w skład 15. flotylli (Squadriglia) niszczycieli. Podczas wojny głównie osłaniał konwoje i uczestniczył w operacjach minowania. 1 grudnia 1941 w osłonie tankowca "Iridio Mantovani", pod dowództwem kapitana Francesco Dell Anno walczył z brytyjskim lotnictwem, a wieczorem tego dnia z brytyjskim zespołem "K" w składzie krążowników lekkich HMS "Aurora" i "Penelope". Zatonął po trafieniu przez krążowniki i wybuchu amunicji 75 mil na północny zachód od Trypolisu. Jego dowódca Francesco Dell Anno został za tę akcję odznaczony Złotym Medalem.

### Antonio da Noli
Od 19 maja do 10 września 1939 przeszedł modernizację, po czym wszedł w skład 14. flotylli niszczycieli w Tarencie. Podczas wojny uczestniczył w licznych operacjach osłony konwojów i minowania. M.in. 18 września 1941 eskortował z niszczycielami "Pessagno", "Usodimare" i "Gioberti" trzy transportowce wojska przebudowane ze statków pasażerskich "Vulcania", "Neptunia" i "Oceania", a następnie ratował rozbitków z dwóch ostatnich po zatopieniu ich przez brytyjski okręt podwodny HMS "Upholder". 11 kwietnia 1942 doznał uszkodzeń w kolizji z transportowcem i przechodził remont do sierpnia. 27 lutego 1943 zderzył się z niszczycielem "Nicolò Zeno" i był remontowany do lipca 1943 w La Spezi. W związku z ogłoszeniem przez Włochy zawieszenia broni z Aliantami 8 września 1943, "Da Noli" miał przejść na Maltę. Podczas przejścia 9 września "Da Noli" łącznie z "Vivaldi" zaatakował w cieśninie Bonifaccio między Sardynią a Korsyką niemieckie patrolowce i barki desantowe i według źródeł włoskich zatopił część z nich. "Da Noli" jednakże dostał się pod ostrzał niemieckich baterii nabrzeżnych z Korsyki, po czym wszedł na pole minowe i w efekcie zatonął na minie. 218 członków załogi zginęło, uratowano 39. Podczas wojny przeszedł 70 466 mil morskich w 208 akcjach.

### Nicoloso da Recco
Do służby wszedł 20 maja 1930. We wrześniu 1938 wszedł w skład 16. flotylli niszczycieli. Okręt nie przeszedł modernizacji. 9 lipca 1940 uczestniczył w bitwie koło przylądka Stilo, a 28 marca 1941 w początkowej fazie bitwy pod Matapanem. Od 1941 głównie osłaniał konwoje. 21 czerwca 1942, podczas osłony konwoju do Trypolisu atakowanego przez lotnictwo brytyjskie, zestrzelił 4 samoloty. 2 grudnia 1942 w nocy doszło do bitwy z brytyjskimi krążownikami HMS "Argonaut", "Aurora", "Sirius" i 2 niszczycielami zespołu "Q" koło ławicy Skerki w osłonie konwoju, w której "Da Recco" został poważnie uszkodzony, ze sporymi stratami załogi. Remontowany był do czerwca 1943. Po kapitulacji Włoch, 9 września, w zespole m.in. z pancernikami "Andrea Doria" i "Caio Duilio" przeszedł na Maltę. Do tej pory podczas wojny przeszedł 68 318 mil morskich w 176 operacjach.
Następnie, "Da Recco" używany był do eskorty alianckich konwojów oraz zadań transportu ludzi i zaopatrzenia na Wielkie Jezioro Gorzkie, gdzie stały internowane włoskie pancerniki. Od 1 marca 1948 służył w powojennej włoskiej flocie, jako jedyny niszczyciel tego typu, który przetrwał wojnę. 30 lipca 1954 został wycofany ze służby, a następnie złomowany.

### Giovanni da Verazzano
Do służby wszedł 20 maja 1930. W 1938 wszedł w skład 15. flotylli niszczycieli. Od 1 maja do 30 sierpnia 1940 przeszedł modernizację. Podczas wojny uczestniczył w licznych operacjach osłony konwojów i minowania. Od stycznia do maja 1942 był w remoncie, podczas którego zamontowano stację hydrolokacyjną. 19 października 1942 podczas eskortowania konwoju, "Da Verazzano" został storpedowany przez brytyjski okręt podwodny HMS "Unbending" na południe od Pantellerii i zatonął. Podczas wojny przeszedł 42 713 mil morskich,

### Lanzerotto Malocello
Do służby wszedł 18 stycznia 1930. Od stycznia do marca 1940 przeszedł modernizację, następnie wszedł w skład 14. flotylli niszczycieli. Podczas wojny uczestniczył w licznych operacjach osłony konwojów i minowania. 15 czerwca 1942 w składzie 7 dywizjonu krążowników, uczestniczył w akcji przeciw brytyjskiemu konwojowi operacji Harpoon. Razem z niszczycielem "Vivaldi" zaatakował brytyjskie niszczyciele eskorty konwoju i walczył z nimi, po czym osłaniał uszkodzonego "Vivaldi". Podczas remontu od sierpnia 1942 do stycznia 1943, na okręcie zamontowano niemiecki radar FuMO-26 i stację hydrolokacyjną. Na początku 1943 okręt uczestniczył w ewakuacji niemieckich wojsk z Tunezji. Rano 24 marca 1943 "Malocello" wszedł na minę postawioną przez brytyjski stawiacz min HMS "Abdiel" 28 mil na północ od przylądka Bon i zatonął. Na minach zatonął również niszczyciel "Ascari", próbujący podjąć akcję ratowniczą, oba okręty poniosły duże straty w załodze i transportowanych żołnierzach. "Malocello" podczas wojny przeszedł 61 709 mil morskich w 149 operacjach.

### Leone Pancaldo
Do służby wszedł 30 listopada 1929. Na przełomie 1939/1940 przeszedł modernizację, następnie wszedł w skład 14. flotylli niszczycieli. 9 lipca 1940 uczestniczył w bitwie koło przylądka Stilo, gdzie wykonał nieskuteczny atak torpedowy na brytyjskie okręty. 10 lipca "Pancaldo" został zatopiony w porcie Augusta torpedą brytyjskiego samolotu z lotniskowca HMS "Eagle". 1 sierpnia 1941 został podniesiony, a następnie wyremontowany. 12 grudnia 1942 powrócił do służby, przy tym zamontowano na nim włoski radar EC-3/ter "Gufo" i stację hydrolokacyjną. Na początku 1943 okręt uczestniczył w ewakuacji niemieckich wojsk z Tunezji. Około południa 30 kwietnia "Pancaldo" został zbombardowany przez lotnictwo alianckie i zatonął 2 mile od przylądka Bon (zatopiono wtedy także niszczyciel „Lampo”).

### Emanuele Pessagno
Do służby wszedł 10 marca 1930 roku. Od 2 stycznia do 31 marca 1940 przeszedł modernizację, następnie wszedł w skład 16. flotylli niszczycieli. 9 lipca 1940 roku uczestniczył w bitwie koło przylądka Stilo, gdzie wykonał nieskuteczny atak torpedowy na brytyjskie okręty. Został lekko uszkodzony w ataku lotniczym na Tarent w październiku. W listopadzie okręt ostrzeliwał greckie wybrzeże. 28 marca 1941 roku wziął udział w bitwie pod Matapanem. Następnie głównie osłaniał konwoje i stawiał miny. Sam też transportował na pokładzie żołnierzy i zapasy do Afryki. Po zatopieniu przez brytyjski okręt podwodny HMS „Upholder” transportowców wojska przebudowanych ze statków pasażerskich „Vulcania” i „Oceania”, co miało miejsce 18 września 1941 roku, „Pessagno” wyratował i przyjął na pokład 2083 ludzi.
Podczas eskortowania konwoju, w nocy 29 maja 1942 roku „Pessagno” został zatopiony dwoma torpedami przez brytyjski okręt podwodny HMS „Turbulent”, 85 mil od Bengazi.

### Antonio Pigafetta
Do służby wszedł 1 maja 1931. Od stycznia do 27 kwietnia 1940 przeszedł modernizację, następnie wszedł w skład 15. flotylli niszczycieli. 9 lipca 1940 uczestniczył w bitwie koło przylądka Stilo. W listopadzie i grudniu okręt ostrzeliwał greckie wybrzeże. Następnie głównie osłaniał konwoje i stawiał miny oraz sam też transportował ludzi i zapasy do Afryki. W eskorcie dużego konwoju „Vittoria” 4 maja 1941, wraz z niszczycielem „Nicolò Zeno” prawdopodobnie zatopił brytyjski okręt podwodny HMS „Usk” (według innej przypuszczalnej wersji, zatonął on na minach). 29 maja 1942 „Antonio Pigafetta” uczestniczył w ratowaniu rozbitków z niszczyciela „Pessagno” i zatopionego transportowca, a w czerwcu 1942 z krążownika „Trento”. Po uszkodzeniach od bomby, w maju 1943 okręt był remontowany we Włoszech.
Po kapitulacji Włoch 8 września 1943, okręt znajdował się w Fiume, które następnego dnia zostało opanowane przez Niemców. Włoska załoga niszczyciela uszkodziła wówczas siłownię niszczyciela. Do tej pory przebył on podczas wojny 70 675 mil w 213 rejsach. Po remoncie, 14 października 1944, wszedł on do służby niemieckiej pod oznaczeniem TA-44. Używany był na Adriatyku w składzie 1. flotylli eskortowej, następnie 8. flotylli niszczycieli. 17 lutego 1945 został zatopiony w Trieście przez lotnictwo angielskie, w 1947 został złomowany.

### Luca Tarigo
Do służby wszedł 16 listopada 1929. Od 6 maja do 16 sierpnia 1940 przeszedł modernizację, następnie wszedł w skład 16. flotylli niszczycieli. Po wybuchu wojny okręt głównie osłaniał konwoje i stawiał miny. 16 kwietnia o godzinie 2 w nocy konwój 5 statków, którego eskortą dowodził (nazwany konwój Tarigo), został przechwycony przez zespół angielskich niszczycieli z Malty, w składzie: HMS "Jervis", "Janus", (typu J) oraz „Nubian” i "Mohawk" (typu Tribal) w rejonie wysp Karkanna u wybrzeża Tunezji. W bitwie, jaka się wywiązała, "Tarigo" został zatopiony, głównie ogniem "Jervisa" i "Janusa", przy czym śmierć poniósł m.in. dowódca Pietro De Cristofaro. Włoski niszczyciel zdołał jednak ciężko uszkodzić dwiema torpedami niszczyciel HMS "Mohawk", który został następnie opuszczony przez załogę i dobity przez Brytyjczyków.

### Antoniotto Usodimare
Do służby wszedł 21 listopada 1929 (według innych danych 16 listopada). Nie był modernizowany. W 1938 wszedł w skład 16. flotylli niszczycieli. Po wybuchu wojny 9 lipca 1940 uczestniczył w bitwie koło przylądka Stilo. Następnie okręt głównie osłaniał konwoje i uczestniczył w operacjach minowania. 1 lutego 1941 po kolizji ze statkiem transportowym, był remontowany do marca 1941. 23 lutego 1942, w osłonie konwoju, wraz z torpedowcem "Circe", "Usodimare" zatopił pod Trypolisem brytyjski okręt podwodny P-38 (typu U). 8 czerwca w nocy "Usodimare" został omyłkowo storpedowany w ochronie konwoju przez włoski okręt podwodny „Alagi” i zatonął 72 mile na północ od przylądka Bon, uratowało się 135 członków załogi.

### Ugolino Vivaldi
Do służby wszedł 6 marca 1929. Od 25 października 1938 do 3 lutego 1939 przeszedł modernizację, następnie wszedł w skład 14. flotylli niszczycieli. 9 lipca 1940 uczestniczył w bitwie koło przylądka Stilo. 1 sierpnia 1940 po godz. 23 w nocy "Vivaldi" staranował i zatopił brytyjski okręt podwodny HMS "Oswald" na powierzchni. Następnie okręt głównie osłaniał konwoje i uczestniczył w operacjach minowania. 15 czerwca 1942 podczas bitwy pod Pantellerią z osłoną brytyjskiego konwoju operacji Harpoon, "Vivaldi" został poważnie uszkodzony i przejściowo unieruchomiony. Odholowany do Trypolisu, remontowany następnie w Neapolu. Remont ukończono 15 maja 1943.
W związku z kapitulacją Włoch we wrześniu 1943, "Vivaldi" miał przejść na Maltę. Podczas przejścia, 9 września łącznie z "Da Noli" zaatakował w cieśninie Bonifaccio między Sardynią a Korsyką niemieckie patrolowce i barki desantowe i według źródeł włoskich zatopił niektóre z nich. "Vivaldi" jednakże dostał się pod ostrzał niemieckich baterii nabrzeżnych i został uszkodzony. Mimo wydostania się z zasięgu dział z uszkodzoną siłownią, został jednak zaatakowany i zatopiony 10 września w nocy przez niemieckie lotnictwo.

### Nicolò Zeno
Ukończony został 27 maja 1930. Od początku 1940 do 30 kwietnia 1940 przeszedł modernizację, następnie wszedł w skład 15. flotylli niszczycieli. 9 lipca 1940 uczestniczył w bitwie koło przylądka Stilo. Następnie głównie osłaniał konwoje i uczestniczył w operacjach minowania. W eskorcie dużego konwoju "Vittoria" 4 maja 1941, wraz z niszczycielem "Antonio Pigafetta" prawdopodobnie zatopił brytyjski okręt podwodny HMS "Usk" na zachód od La Spezii (możliwą przyczyną jest także utrata okrętu na minie). 27 lutego 1943 zderzył się z niszczycielem "Vivaldi" i był remontowany do lipca 1943 w La Spezii. W związku z ogłoszeniem przez Włochy zawieszenia broni z Aliantami 8 września 1943, z powodu nieukończenia remontu, "Zeno" został zatopiony przez załogę w La Spezii. W 1948 został rozebrany na złom. Podczas wojny przepłynął 57 856 mil w 182 akcjach.